# Juliette Welfling
Juliette Welfling (1956) é uma editora de filmes francesa. Como reconhecimento, foi nomeada ao Oscar 2008 na categoria de Melhor Edição por The Diving Bell and the Butterfly.